# Онишко Анатолій Васильович
Анатолій Васильович Онишко (*6 серпня 1940 м. Стрий — †26 липня 2006 м. Калуш) — український перекладач, поет, член Національної Спілки Письменників України.

## Життєпис
Анатолій Васильович Онишко народився 6 серпня 1940 року в місті Стрию (за власноруч написаною біографією, бо в офіційних біодовідках фігурував Проскурів). Батько, кадровий танкіст, походив зі Слобожанщини і загинув на фронті в 1944 році. Мати — полька з Поділля, яка мала зоотехнічну освіту, остаточно переїхала по війні до Надвірної.
По закінченні Дрогобицького нафтового технікуму Анатолій Онишко довгі роки працював на різних «непоетичних» посадах — від помічника бурильника й до інженера на хіміко-металургійних виробництвах (найдовше — на концерні «Оріана»). І водночас — ще наприкінці 1950-х — почав перекладати. Спершу — вірші Гайнріха Гайне. Свій доробок — 186 перекладених поезій — надіслав на суд Леонідові Первомайському, від якого отримав підбадьорливого листа.
Друкований дебют відбувся значно пізніше — в лютому 1972-го, коли в тодішньому львівському «Жовтні» з'явився перекладений ним вірш «Ворон» Едгара По. Ця публікація отримала схвальну оцінку Григорія Кочура.
У 1977 заочно закінчив романо-германське відділення філологічного факультету Львівського університету.
Мешкав у м. Калуш. Також перекладав твори Айзека Азімова, Роберта Шеклі, Фрідріха Ніцше. Перекладав з польської, білоруської, німецької, англійської та іспанської мов.
У 2005 році нагороджений Премією імені Василя Стефаника.
Анатолій Васильович Онишко помер 26 липня 2006 в м. Калуші.
На фасаді будинку, де мешкав Анатолій Онишко, встановлено меморіальну дошку, яку виготовив скульптор Ігор Семак.